# Шубин, Виталий Николаевич
Виталий Николаевич Шубин (укр. Віталій Миколайович Шубін; род. 1982) — украинский юрист, государственный служащий. С 9 октября 2019 года — первый заместитель Министра энергетики и защиты окружающей среды Украины.
И. о. Министра энергетики и защиты окружающей среды Украины (с 10 марта по 16 апреля 2020 года).

## Биография

### Образование
В 2004 году закончил Киевский университет туризма, экономики и права (специальность «Правоведение»). В 2011 году окончил Национальную академию государственного управления при Президенте Украины (специальность «Государственное управление»).

### Трудовая деятельность
Июль 2004 — октябрь 2011 — юрисконсульт отдела претензионно-исковой работы, юрисконсульт II категории, юрисконсульт I категории, ведущий юрисконсульт, начальник юридического отдела Департамента правового обеспечения Государственного предприятия «Энергорынок».
Октябрь 2011 — июнь 2012 — главный специалист отдела взаимодействия с государственными компаниями ООО «ДТЭК ПАУЭР ТРЕЙД».
Июнь 2012 — октябрь 2014 — главный специалист отдела регуляторной работы, менеджер отдела регуляторной работы, начальник отдела по сопровождению проектов регуляторных ООО «ДТЭК».
Ноябрь 2014 — ноябрь 2016 — руководитель Юридического департамента, заместитель директора по регуляторной деятельности и развития энергетических проектов ООО «Энергетические ресурсы Украины».
2017—2018 — директор, директор по совместительству ООО «Арцизская ветровая электростанция», возглавлял по совместительству ООО «Измаильская ветровая электростанция», ООО «Килийская ветровая электростанция», ООО «Суворовская ветровая электростанция» (Одесская область).
С февраля 2018 года — директор ООО «Днепро-Бугская ветровая электростанция» (с. Александровка, Белозёрский район, Херсонская область).